# Glacier Palestrina
Le glacier Palestrina est un glacier de 20 km de long et 15 km de large s'épanchant depuis le névé Nichols (en) vers la baie Laarev (en), dans la partie nord-ouest de l'île Alexandre-Ier, en Antarctique.
Il est cartographié par en 1960 D. Searle du Falkland Islands Dependencies Survey d'après des photographies aériennes prises pendant l'expédition Ronne (1947–48).
Le glacier est nommé par l'UK Antarctic Place-Names Committee d'après le compositeur italien Giovanni Pierluigi da Palestrina.